# Bikin
Bikin é uma cidade da Rússia, o centro administrativo de um raion do Krai de Khabarovsk.
A cidade é localizada à margem direita do rio Bikin, tem uma estação na ferrovia Transiberiana.